# Episema dentimacula
Episema dentimacula är en fjärilsart som beskrevs av Jacob Hübner 1827. Episema dentimacula ingår i släktet Episema och familjen nattflyn. Inga underarter finns listade i Catalogue of Life.